# Híades

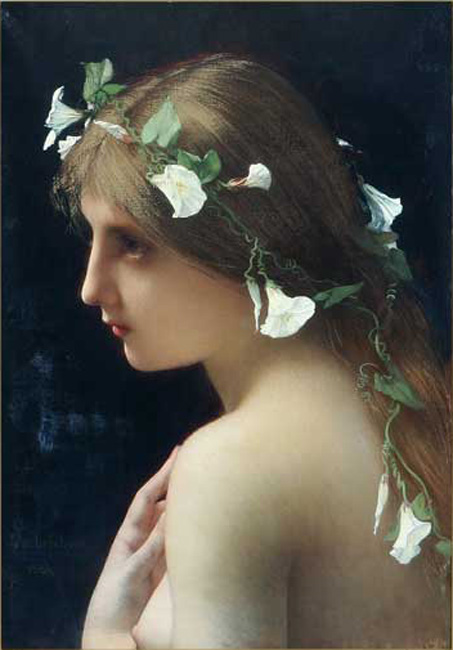
Ninfa com Flores de Glória da Manhã, por Jules Joseph Lefebvre

Na mitologia grega, as híades (em grego clássico: ‘Υάδες; romaniz.: ‘Yades) eram ninfas, filhas de Atlas e de uma oceânida, Etra ou Plêione.
Geralmente são chamadas Ambrosia, Eudora, Ésile (ou Fésile), Corônis, Dione, Pólixo e Féio. Antes de sua metamorfose em constelação, foram amas de Dioniso, sendo por isso denominadas ninfas do monte Nisa. Por temor à vingativa Hera, no entanto, confiaram o deus a Ino e refugiaram-se junto a Tétis, sua avó. Zeus, para compensar-lhes os serviços prestados a seu filho Dioniso, fê-las rejuvenescer por Medeia e as transformou em constelação.
Seu nome foi associado pelos gregos à chuva (hýein significa chover em grego), pois na Grécia o aparecimento das estrelas híades coincide com a estação das chuvas da primavera. Por isso, eram consideradas uma irmandade de ninfas que trazem chuva.